# Пушкино (станция)

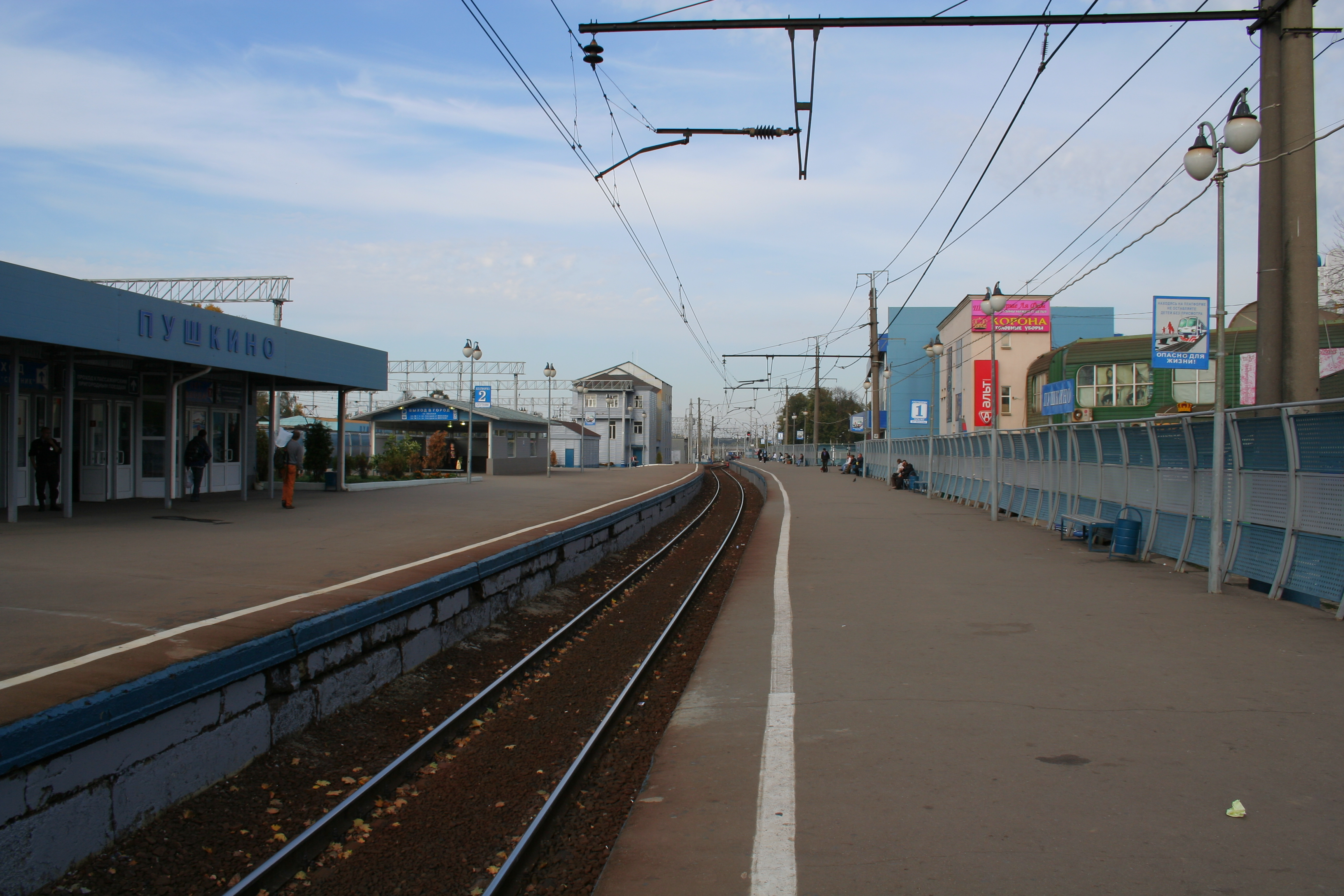
Пассажирские платформы № 2 и № 1 станции Пушкино.

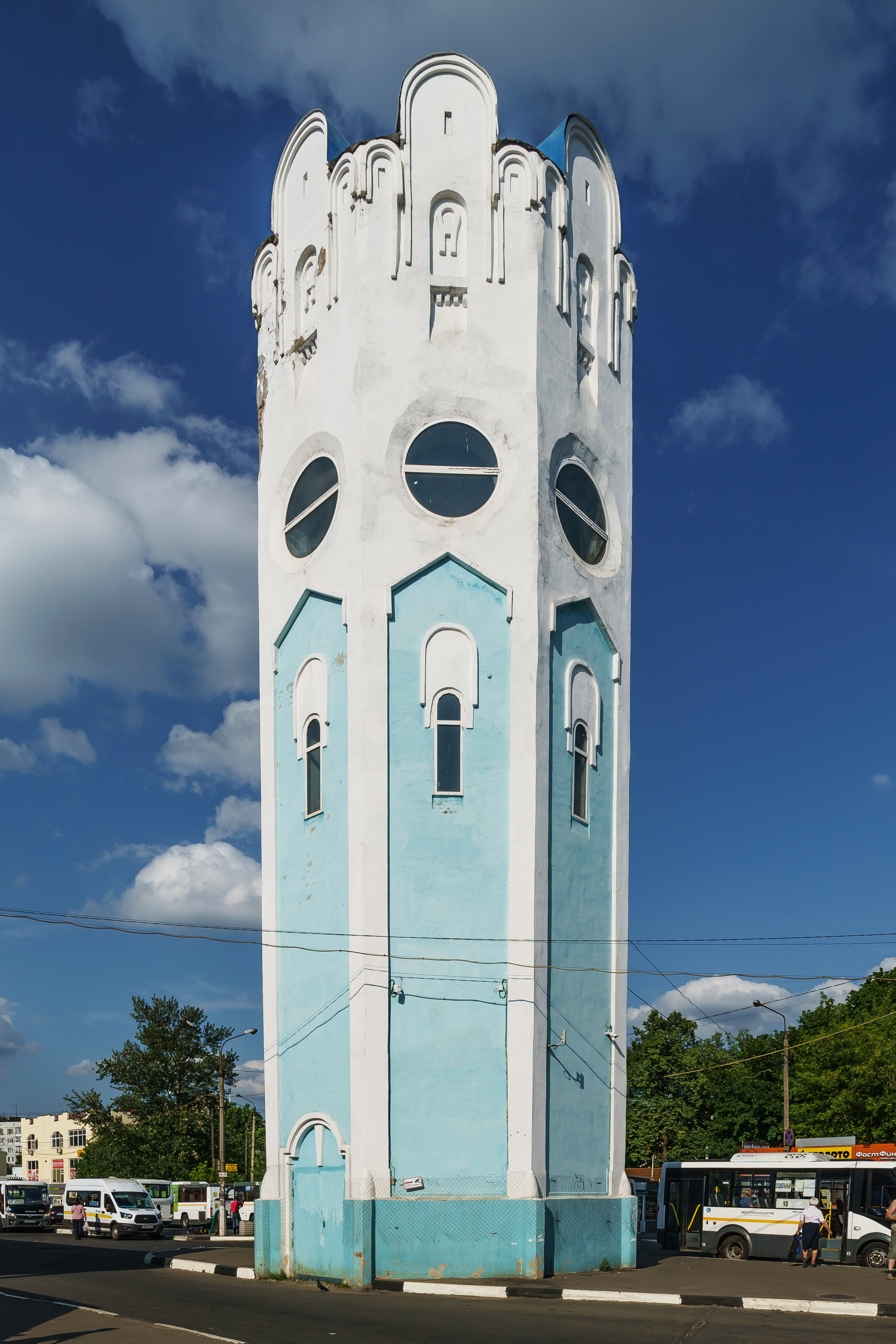
Водонапорная башня (1903 г.) на пристанционной площади.

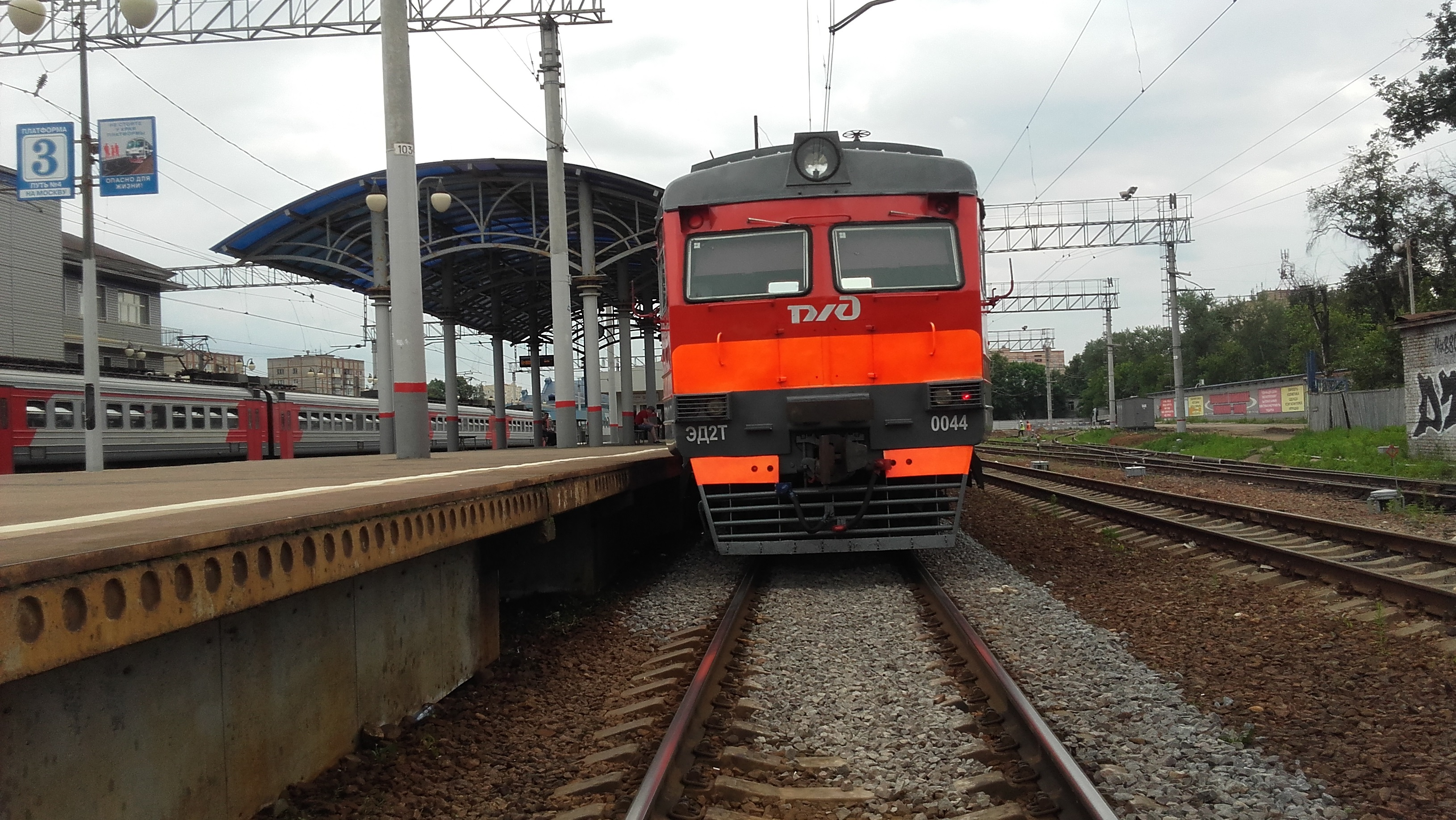
Электропоезд ЭД2Т-0044 на станции

Пу́шкино — железнодорожная станция Ярославского направления Московской железной дороги в одноимённом городе Пушкинского района Московской области. Входит в Московско-Курский центр организации работы железнодорожных станций ДЦС-1 Московской дирекции управления движением. По основному характеру работы является промежуточной, по объёму работы отнесена ко 2 классу.
Станция расположена в 30 километрах от Ярославского вокзала города Москвы. Главный вокзал города Пушкина.

## Описание
Станция III класса Пушкино была открыта вместе с открытием пути железной дороги Москва — Сергиев Посад в 1862 году, получив своё название по соседнему старинному селу. Сохранившийся до наших дней кирпичный вокзал был построен около 1897 года. Открытие станции послужило причиной возникновения дачного посёлка Пушкино в 1867 году.
Электрифицирована в 1930 году. Первоначально работала контактная сеть напряжением постоянного тока 1500 В, временно демонтирована в 1941—42 годах; в 1956 году переведена на напряжение 3000 В.
17 августа 1977 на станции произошло обрушение надземного пешеходного путепровода. Трагедия унесла жизни более 20 человек, многие пострадали. 2 октября 1979 года был открыт пешеходный тоннель.
Станция является конечным пунктом для электропоездов Москва — Пушкино, а также промежуточным остановочным пунктом для электропоездов сообщением Москва — Сергиев Посад, Москва — Александров, Москва — Софрино, Москва — Красноармейск, Москва — Балакирево. Пассажирские поезда дальнего следования на станции не останавливаются.
В северной части за станцией расположено моторвагонное депо Пушкино, которое было открыто в 1992 году. С конца 2010 года является оборотным для ТЧ-10 МСК Москва-2 и ТЧ-12 МСК Александров.
На станции три пассажирских платформы: две островных, одна боковая, но 2-я платформа в настоящее время фактически используется как боковая. Для перехода пассажиров через железнодорожные пути и для выхода на 2-ю и 3-ю платформы функционирует подземный переход. С 2008 года оборудована турникетами.
В настоящее время станция является одной из самых загруженных на Ярославском направлении, пассажиропоток составляет 23 тысячи человек.

## Реконструкция
С марта по август 2008 года на станции Пушкино производилась реконструкция. В ходе реконструкции на всех платформах установлены турникеты, платформа № 3 на Москву перестроена полностью, в ходе реконструкции расширена практически вдвое, на платформах установлены заграждения. Подземный пешеходный переход также отремонтирован, на стенах и на полу уложена плитка. Станция выполнена в сине-сером цвете — фирменном цвете Ярославского направления.

## «Спутник»
21 августа 2008 года состоялся торжественный запуск скоростного электропоезда «Спутник» до Москвы. «Спутники» ходят с интервалами раз в полчаса по будням в часы пик и несколько раз в день по выходным. Время в пути составляет 35 минут с остановками на трех станциях: Мытищи, Лосиноостровская и Ростокино. В часы пик случаются опоздания на 5—10 минут.

## Транспорт
У станции останавливаются следующие автобусы и микроавтобусы:
- 2 (ст. Пушкино — мкр. Серебрянка — ст. Пушкино),
- 3 (ст. Пушкино — пл. Мамонтовская),
- 5 (ст. Пушкино — пл. Мамонтовская),
- 6 (ст. Пушкино — пл. Правда),
- 9 (ст. Пушкино — Акулово),
- 10 (ст. Пушкино — ПЭМЗ),
- 11 (ст. Пушкино — мкр. Арманд),
- 12 (ст. Пушкино — ул. 50 лет ВЛКСМ — ст. Пушкино),
- 14 (ст. Пушкино — мкр. Заветы Ильича),
- 19 ст. Пушкино — пл. Клязьма — контора «Племсадпитомник»),
- 20 (ул. Лесная — ст. Пушкино — СТОА),
- 21 (ст. Пушкино — Красноармейск),
- 22 (ст. Пушкино — Ивантеевка (мкр. Детская),
- 24 (ст. Пушкино — мкр. Арманд — пгт. Лесной),
- 28 (ст. Пушкино — п. Костино),
- 29 (ст. Пушкино — пл. Мамонтовская — пл. Тарасовская),
- 35 (ст. Пушкино — пгт. Лесной),
- 40 (ст. Пушкино — Ивантеевка — ст. Щёлково).
- 41 (ст. Пушкино — Ивантеевка (сан. «Зелёная Роща»),
- 42 (ст. Пушкино — Лесные Поляны),
- 44 (ст. Пушкино — Лесные Поляны — Королёв (Силикатная ул.),
- 45 (ст. Пушкино — Королёв (ст. Подлипки),
- 47 (ст. Пушкино — Левково),
- 48 (ст. Пушкино — пл. Ашукинская),
- 52 (ст. Пушкино — Софрино-1),
- 451 (ст. Пушкино — Москва (ст. метро «ВДНХ»),
- 509 (ст. Пушкино — Москва (ст. метро «Медведково»).